# UCI Women Road World Cup

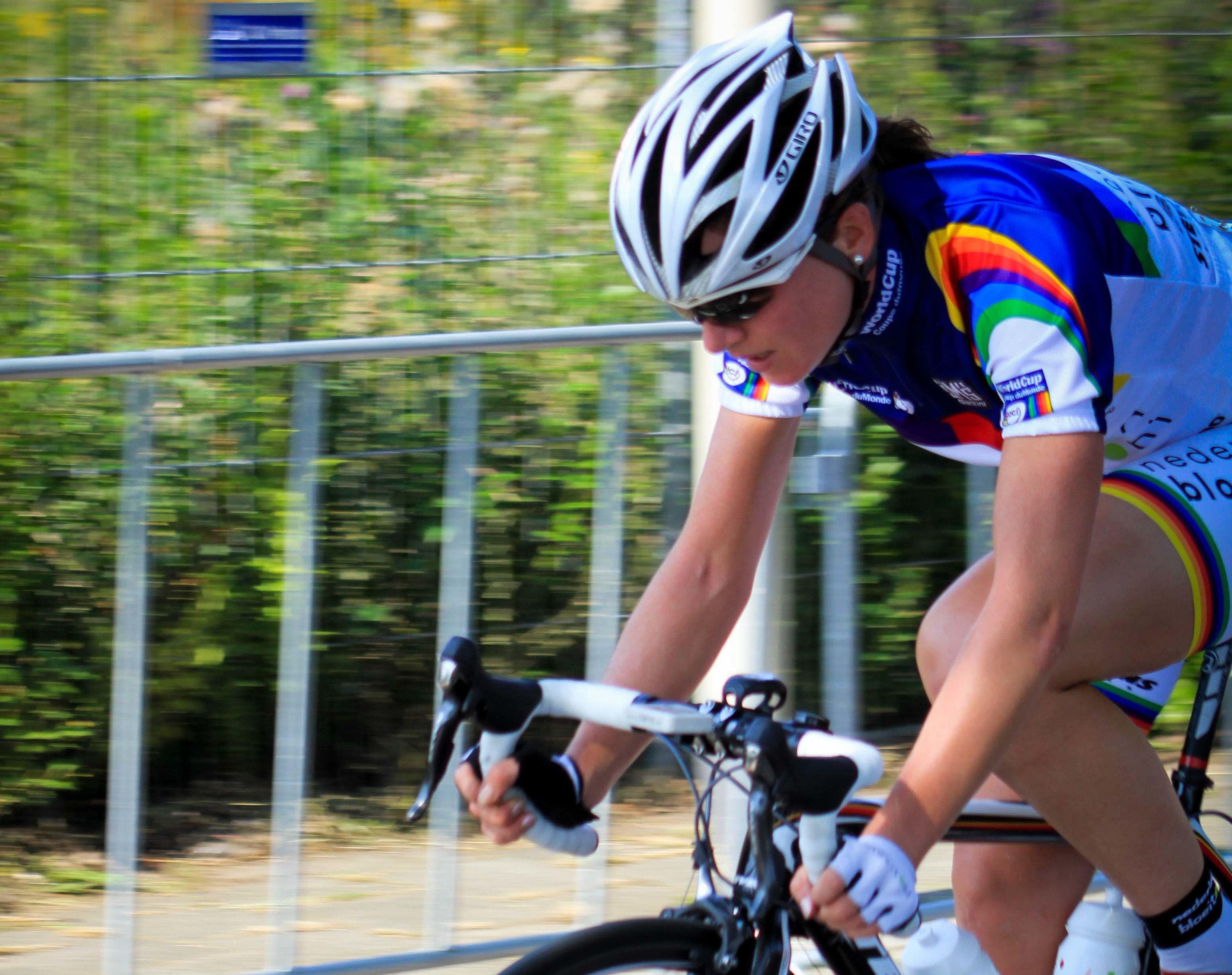
Ledaren av världscupen bar en tröja vars utseende varierade med åren. Här Annemiek van Vleuten i ledartröjan 2011.

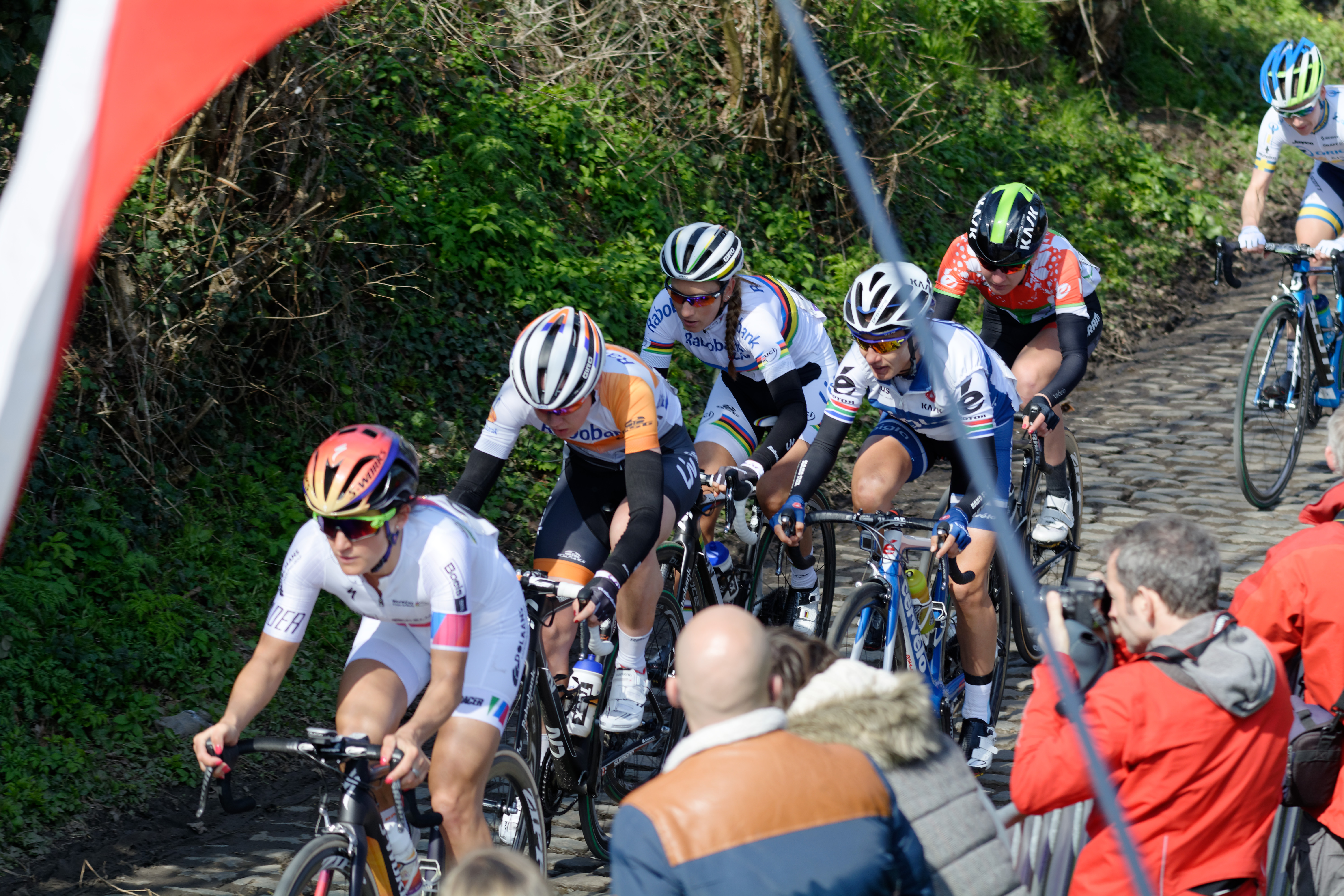
Elizabeth Armitstead iklädd världscupledartröjan av modell 2015 i ledningen uppför Oude Kwaremont i Flandern runt. Pauline Ferrand-Prévot iklädd regnbågströjan några platser bakom var regerande världsmästare. I bildens högerkant skymtar svenska Emma Johansson.

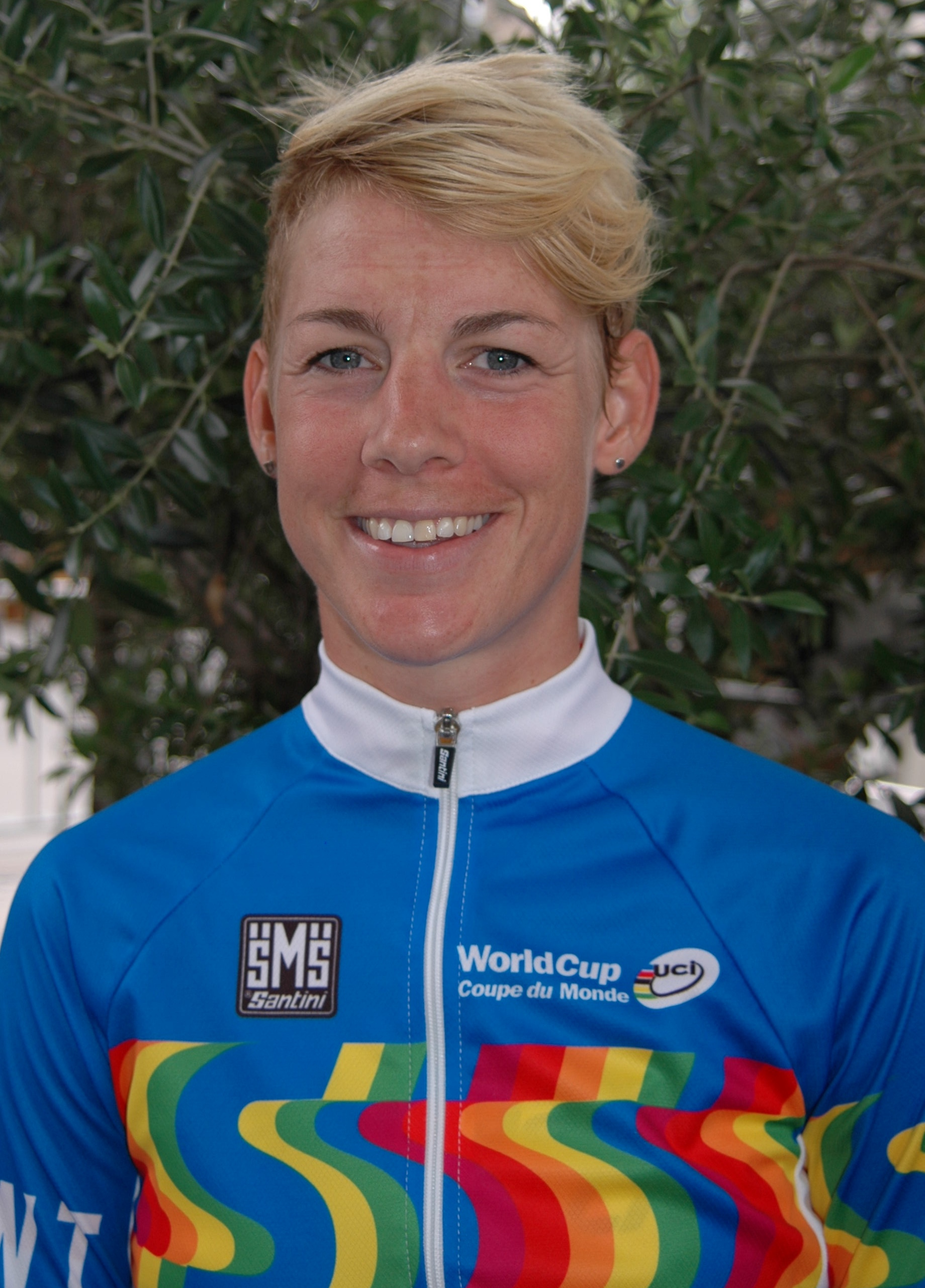
Iris Slappendel i 2014 års poängtröja, en deltävling hon blev slutsegrare i.

UCI Women Road World Cup var en världscup i landsvägscykling för damer som administrerades av Union Cycliste Internationale (UCI) från 1998 till 2015. Den bestod av från sex till tolv endagslopp för vilka poäng utdelades efter deltagarnas placeringar i de enskilda loppen. Från 2006 till 2015 ingick även en lagtävling för de deltagande stallen och under denna tid (med undantag för 2007) var ett av loppen ett lagtempo. Därtill fanns även en spurtpris-/poängtävling, en bergspristävling och en ungdomstävling.
2016 ersattes cupen av UCI Women's WorldTour vilken utöver endagslopp även innehåller etapplopp – antalet lopp ökade därigenom från tio 2015 till 17 (varav fyra femdagars etapplopp) året därpå och antalet tävlingsdagar ökade därigenom från tio till 33.

## Slutställning
| År   | Antal lopp | Individuellt         | Individuellt | Individuellt               | Individuellt | Individuellt               | Individuellt | Lag                                            |
| År   | Antal lopp | Vinnare              | Poäng        | Tvåa                       | Poäng        | Trea                       | Poäng        | Vinnare                                        |
| ---- | ---------- | -------------------- | ------------ | -------------------------- | ------------ | -------------------------- | ------------ | ---------------------------------------------- |
| 1998 | 6          | Diana Žiliūtė        | 271          | Alessandra Cappellotto     | 134          | Deirdre Demet-Barry        | 126          | Lagtävling ingick ej                           |
| 1999 | 9          | Anna Wilson          | 288          | Hanka Kupfernagel          | 281          | Tracy Gaudry               | 162          |                                                |
| 2000 | 7          | Diana Žiliūtė        | 230          | Pia Sundstedt              | 215          | Mirjam Melchers-van Poppel | 140          |                                                |
| 2001 | 9          | Anna Millward        | 324          | Mirjam Melchers-van Poppel | 285          | Susanne Ljungskog          | 240          |                                                |
| 2002 | 9          | Petra Rossner        | 345          | Mirjam Melchers-van Poppel | 283          | Regina Schleicher          | 225          |                                                |
| 2003 | 9          | Nicole Cooke         | 309          | Regina Schleicher          | 211          | Mirjam Melchers-van Poppel | 198          |                                                |
| 2004 | 9          | Oenone Wood          | 334          | Petra Rossner              | 293          | Angela Brodtka             | 229          |                                                |
| 2005 | 11         | Oenone Wood          | 378          | Susanne Ljungskog          | 299          | Mirjam Melchers-van Poppel | 255          |                                                |
| 2006 | 12         | Nicole Cooke         | 473          | Ina-Yoko Teutenberg        | 311          | Annette Beutler            | 244          | Univega Pro Cycling Team                       |
| 2007 | 9          | Marianne Vos         | 407          | Nicole Cooke               | 337          | Ina-Yoko Teutenberg        | 160          | Raleigh Lifeforce Creation HB Pro Cycling Team |
| 2008 | 11         | Judith Arndt         | 365          | Suzanne de Goede           | 232          | Marianne Vos               | 182          | Team High Road Women                           |
| 2009 | 10         | Marianne Vos         | 407          | Emma Johansson             | 379          | Kirsten Wild               | 248          | Cervélo Test Team                              |
| 2010 | 9          | Marianne Vos         | 270          | Emma Johansson             | 209          | Kirsten Wild               | 202          | Cervélo Test Team                              |
| 2011 | 9          | Annemiek van Vleuten | 362          | Marianne Vos               | 315          | Emma Johansson             | 223          | Nederland Bloeit                               |
| 2012 | 8          | Marianne Vos         | 355          | Judith Arndt               | 187          | Evelyn Stevens             | 152          | Rabobank Women Cycling Team                    |
| 2013 | 8          | Marianne Vos         | 429          | Emma Johansson             | 302          | Ellen van Dijk             | 224          | Rabobank–Liv Giant                             |
| 2014 | 9          | Elizabeth Armitstead | 515          | Emma Johansson             | 390          | Marianne Vos               | 370          | Rabo Liv Women Cycling Team                    |
| 2015 | 10         | Elizabeth Armitstead | 484          | Anna van der Breggen       | 435          | Jolien D’hoore             | 391          | Rabo Liv Women Cycling Team                    |